# ستيفن كابامبا
ستيفن كابامبا (بالإنجليزية: Stephen Kabamba)‏ هو لاعب كرة قدم زامبي في مركز الدفاع، ولد في 25 ديسمبر 1990 في زامبيا. شارك مع منتخب زامبيا لكرة القدم.

## وصلات خارجية
- ستيفن كابامبا على موقع قاعدة بيانات كرة القدم.إي يو (الإنجليزية)
- ستيفن كابامبا على موقع ناشيونال فوتبول تيمز (الإنجليزية)
- ستيفن كابامبا على موقع Soccerway.com (الإنجليزية)